# 北原理雄
北原 理雄（きたはら としお、1947年5月15日 - ）は、日本の都市計画、まちづくり研究者。千葉大学名誉教授、工学博士。
1947年、横浜市に生まれる。1970年　東京大学工学部都市工学科卒。1977年　東京大学大学院工学系研究科博士課程修了。名古屋大学工学部助手、三重大学工学部助教授を経て1990年より千葉大学大学院工学研究科教授。

## 著作
- 実現されたユートピア（共著、鹿島出版会、1980年）
- 都市設計（「新建築学大系」17、共著、彰国社、1983年）
- 国際比較による大都市問題（共著、ぎょうせい、1990年）
- 都市の個性と市民生活（岩波講座「都市の再生を考える」3、共著、岩波書店、2005年）
- 観光の社会心理学（共著、北大路書房、2006年）
- 公共空間の活用と賑わいまちづくり(共著、学芸出版社、2007年）

## 訳書
- アーバン・ゲーム （マーティン・ケンツレン）SD選書85・鹿島出版会
- 都市の景観 （ゴードン・カレン）SD選書98・鹿島出版会
- 現代のコートハウス（ダンカン・マキントッシュ）SD選書110・鹿島出版会
- 都市の低層集合住宅 （フーベルト・ホフマン）鹿島出版会
- 遊び場のデザイン（アービッド・ベンソン）鹿島出版会
- 知覚環境の計画（ケヴィン・リンチ）鹿島出版会
- 青少年のための都市環境（ケヴィン・リンチ 編）鹿島出版会
- 古代オリエント都市（ポール・ランプル）井上書院
- 古代ギリシアとローマの都市（ワード＝パーキンズ）井上書院
- 屋外空間の生活とデザイン（ヤン・ゲール）SDライブラリー・鹿島出版会、1990年。
  - 建物のあいだのアクティビティ SD選書258・鹿島出版会、2011年。改題
- よみがえるダウンタウン　アメリカ都市再生の歩み（監訳、バーナード・フリーデン＋リーン・セイガリン）鹿島出版会、1992年
- 街のデザイン　活気ある街づくりのシナリオ（シリル・ポーマイア）鹿島出版会、1993年
- 人間の街　公共空間のデザイン（ヤン・ゲール）鹿島出版会、2014年
- 人間の街をめざして　ヤン・ゲールの軌跡（アニー・マタン＋ピーター・ニューマン） 鹿島出版会、2020年
- パブリックスペース　公共空間のデザインとマネジメント、鹿島出版会、2020年

（マシュー・カーモナ＋クラウディオ・デ・マガリャエス＋レオ・ハモンド）
- ソフトシティ　人間の街をつくる（ディビッド・シム）鹿島出版会、2021年